# Église Notre-Dame-de-Lourdes de Mont-Joli
Pour les articles homonymes, voir Notre-Dame-de-Lourdes.
L'église Notre-Dame-de-Lourdes de Mont-Joli est une église catholique de l’archidiocèse de Rimouski située à Mont-Joli au Bas-Saint-Laurent au Québec.

## Historique

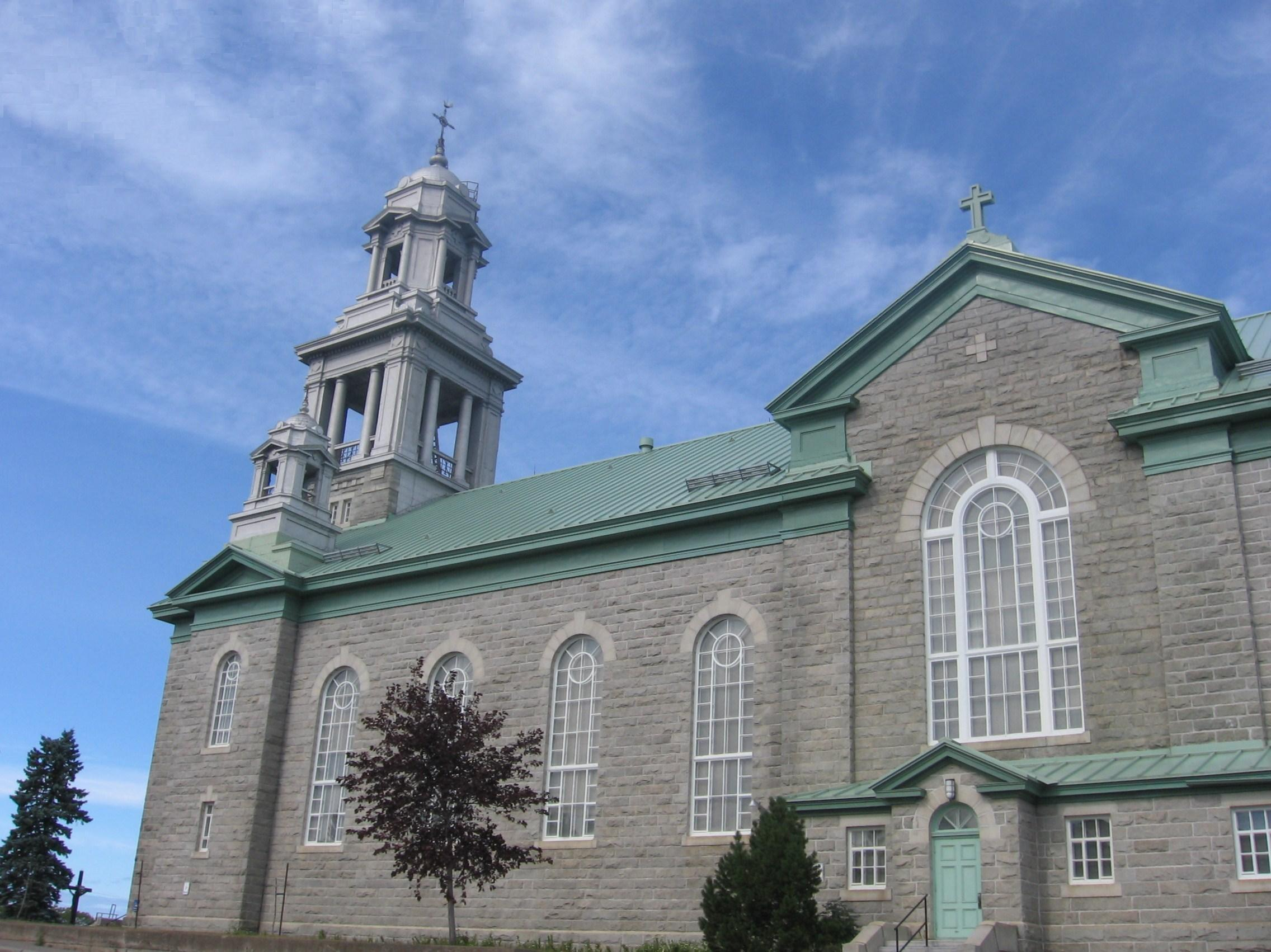
Notre-Dame-de-Lourdes de Mont-Joli

La paroisse fut d'abord une mission jusqu'en 1889. Les premiers registres de la paroisse furent ouverts de 1889 à 1905, date de la nomination du premier curé résidant, Jean-Noël Rioux. Depuis 1921, la paroisse est desservie par les Oblats. 
Dates importantes :
- 1er janvier 1881 : Mont-Joli devient municipalité en vertu du Code municipal[1].
- Mission en 1882 : chapelle-école.
- 24 octobre 1889 : Registres.
- 1891 : Remplacée par une église. Cette église est la vieille église de Sainte-Flavie qu’on a rebâtie.
- 11 février 1905 : Érection canonique[2].
- 30 juin 1905 : Érection civile[2].
- 18 novembre 1924 : Municipalité de Saint-Jean-Baptiste, détachée du village de Mont-Joli[3].
- 1925 : Église actuelle revêtue de pierre taillée.